# Brachymenium domingense
Brachymenium domingense là một loài Rêu trong họ Bryaceae. Loài này được (Thér.) R.H. Zander mô tả khoa học đầu tiên năm 1993.